# Сбор ветеранов войск СС в Эстонии

Символика 20-й (эстонской Нр.1) дивизии СС

Сборы ветеранов СС в Эстонии (эст. 20. eesti diviisi veteranide kokkutulek) — ежегодная встреча ветеранов 20-й гренадерской дивизии СС и членов организации «Союз борцов за освобождение Эстонии», проводимая в конце июля по случаю годовщины боёв под Синимяэ в волости Вайвара (Нарвская операция 1944 года).

## Ход встречи

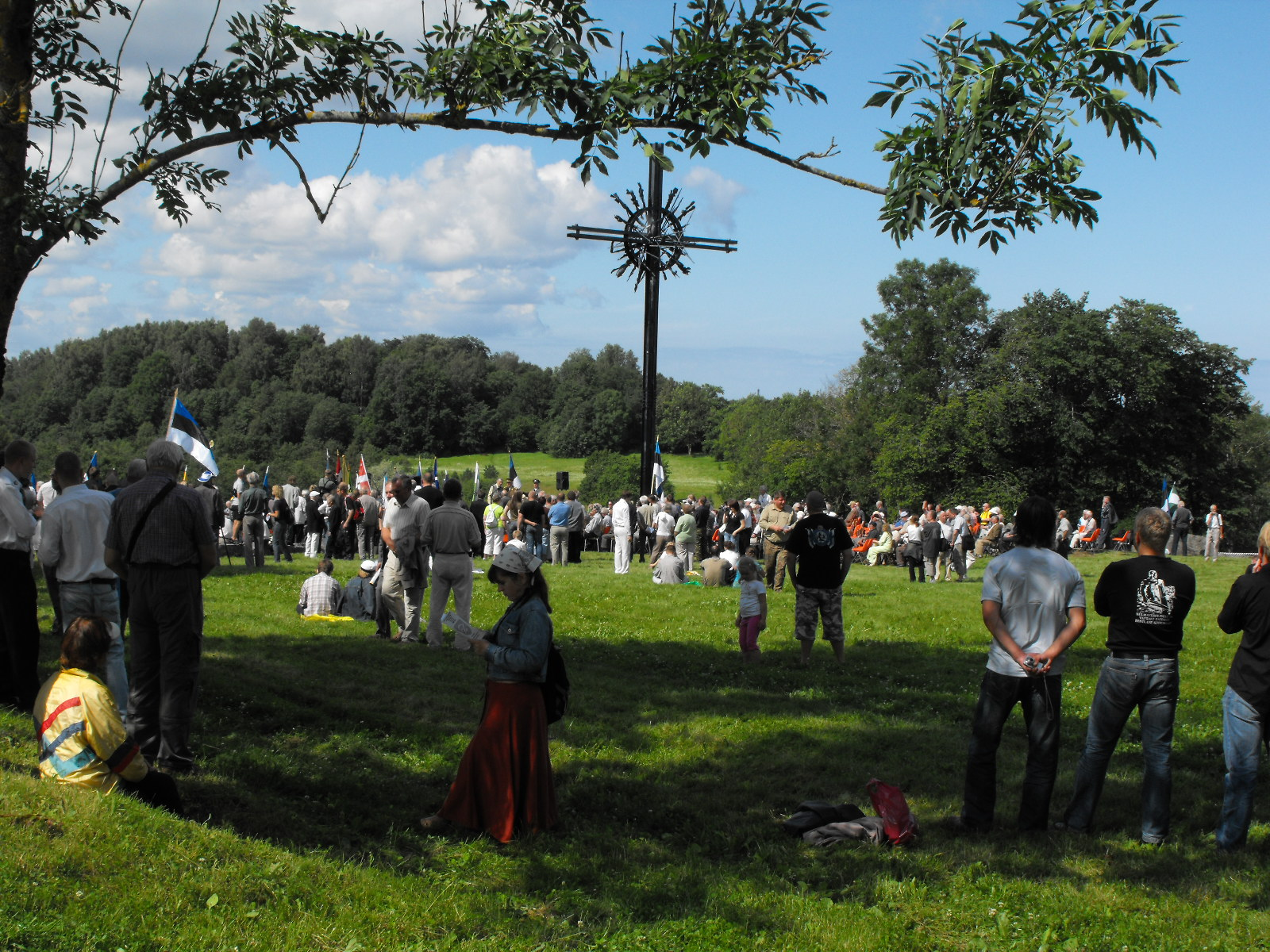
Сбор на Синимяэ в 2009 году

На встречах участники возлагают венки к памятнику в честь погибших солдат дивизии, а также к памятным знакам датским, голландским, норвежским легионерам СС. В 2006 году, по информации «Интерфакс», встречу посетили несколько скинхедов. При этом были открыты два памятника бельгийским и голландским эсэсовцам. Представители бельгийских ветеранов Второй мировой войны, выразили по этому поводу протест, заявив: «это постыдное деяние является возмутительным оскорблением для тех, кто боролся с фашистскими войсками гитлеровской Германии и коллаборационистами на оккупированных территориях во время Второй мировой войны». Посол Бельгии в Эстонии высказался против использования бельгийского флага на слёте, отметив, что «воевавшие в Эстонии бельгийцы у себя на родине считаются предателями из числа нацистских коллаборационистов».

## История и критика встреч
В 2007 году на встрече, проходившей под охраной полиции, присутствовали около 250—300 человек, в числе которых были гости из Норвегии и Австрии. Перед собравшимися выступил депутат эстонского парламента Тривими Веллисте. Эфраим Зурофф, директор иерусалимского бюро Центра Симона Визенталя, занимающегося поиском нацистских преступников, направил эстонскому послу письмо, в котором осудил мероприятие, назвав его «постыдным» и «возвеличивающим нацистов». По его мнению, на слёте «воздаются почести режиму, который планировал и претворял в жизнь Холокост и несет ответственность за убийства миллионов невинных гражданских жителей». Слёт также был осуждён Советом ветеранов Украины, глава которого назвал его проведение «кощунством», и Антифашистским комитетом Эстонии.
Комментируя проведение встречи, агентство REGNUM отмечало, что согласно решению Нюрнбергского трибунала относительно преступлений СС, «невозможно выделить какую-либо часть СС, которая не принимала бы участия в этой преступной деятельности», а «решение о признании преступного характера обвиняемой организации является окончательным и не может подвергаться оспариванию на любом последующем процессе по делу отдельных членов организаций».